# Cneu Cornélio Lêntulo Áugure
Cneu Cornélio Lêntulo Áugure (em latim: Gnaeus Cornelius Lentulus Augur; c. 54 a.C.–25 (78 anos)) foi um político e general romano da gente Cornélia eleito cônsul em 14 a.C.. Extremamente rico, Cornélio teria sido forçado pelo imperador a cometer o suicídio em 25 d.C..

## Carreira
Os Lêntulos estavam entre as mais antigas famílias patrícias de Roma, com uma linhagem histórica que remontava à época do Saque de Roma em 387 a.C.. Um homem muito rico (estimados 400 milhões de sestércios segundo Sêneca), os libertos de Lêntulo o deixaram na miséria e ele só se qualificou para o Senado depois de uma generosa doação feita pelo imperador Augusto, especialmente na forma de terras, o que o tornou um cliente do imperador. Augusto o usou para demonstrar seu apoio às antigas casas nobres de Roma em seu novo regime de principado e também sua dedicação pessoal em reviver o nome e o status da antiga nobreza romana. Ainda com o apoio do imperador, Lêntulo Áugure foi eleito cônsul em 14 a.C. com Marco Licínio Crasso Frúgio, também de família nobre.
Depois disto, Lêntulo foi nomeado procônsul da Ásia, onde serviu entre 2 e 1 a.C., e legado imperial de Ilírico em algum momento antes de 4 d.C.. Acredita-se que ele também tenha sido legado imperial da Mésia antes de 6 d.C., onde lutou além da fronteira natural do Danúbio, o que lhe valeu a ornamenta triumphalia por suas vitórias contra os getas.
Em 14, Lêntulo estava na fronteira do Danúbio servindo sob Germânico. O novo imperador, Tibério, o havia nomeado na esperança de que ele atuasse como conselheiro de Germânico, na época o seu herdeiro aparente. Contudo, sua presença provocou ressentimento entre as legiões da Panônia, que se amotinaram. Lêntulo foi atacado e só sobreviveu por causa da intervenção direta de Germânico.
Retornando a Roma em 16, logo depois de Marco Escribônio Libão Druso ter se matado (depois de ter sido acusado de traição), Lêntulo recomendou no Senado que os membros da gente Escribônia fossem proibidos de usar novamente o cognome "Druso". Em 22, enquanto atuava como interino na ausência do pontífice máximo (o imperador), Lêntulo foi contra a nomeação do flâmine dial Sérvio Cornélio Lêntulo Maluginense (um parente distante) como procônsul da Ásia. No mesmo ano, ele propôs que as posses herdades por Caio Júnio Silano através de sua mãe não fossem confiscadas por causa da condenação de Silano por extorsão, uma sugestão aceita por Tibério.
Em 24, Lêntulo foi acusado de conspirar para matar Tibério com Víbio Sereno, Marco Cecílio Cornuto e Lúcio Seio Tuberão. O imperador o exonerou de todas as acusações, que teria declarado: "Eu não sou digno de viver se Lêntulo também me odeia".
Lêntulo morreu no ano seguinte e deixou sua enorme fortuna para Tibério. Tácito deixou implícito em seu relato que a morte foi natural, mas Suetônio afirmou que ele se matou depois de ser forçado a deixar sua fortuna para Tibério. Do imperador Lêntulo recebeu grandes propriedades em Tarraconense, terras que acabaram quase todas sendo deixadas para Tibério em seu testamento. As que restaram foram assumidas pelos Víbios Serenos.
Sêneca descreveu Lêntulo da seguinte forma:
| “ | Uma mente estéril e um espírito não menos frágil. Foi o maior dos miseráveis, mas mais desembaraçado com moedas do que com palavras de tão terrível que era a pobreza de seu discurso. Ele devia todo o seu avanço a Augusto. | ” |
|   | — Sêneca. |   |

Tácito, por outro lado, já tinha uma opinião muito mais elogiosa e o descreveu assim:
| “ | Um homem que suportou sua pobreza com fortaleza e que quando inocentemente conseguiu uma grande riqueza, utilizou-a com grande moderação. | ” |
|   | — Tácito. |   |